# Masageți
Masageții (în greaca veche: Μασσαγέται, Massagetai; în latină: Massagetæ) sunt un popor din antichitate care trăia nomad între Marea Aral și Marea Caspică (dincolo de Araxes, spune Herodot). Numele lor înseamnă geții mari, în sensul de puternici. Erau probabil înrudiți cu sciții, întrucât anticii îi confundau. Fondatorul imperiului persan, Cirus al II-lea cel Mare, a luptat împotriva masageților, potrivit lui Herodot și împotriva sacilor, potrivit lui Strabon. Închinarea lor la Soare, menționată de Herodot, pare să fie în întregime iraniană. Într-adevăr, pe aceste teritorii imense, probabil exista un grup de popoare înrudite, dar care și-au dat denumiri diferite și ale căror culturi variau la nivel local.

## Strabon
În Geografia sa, Strabon oferă o imagine de ansamblu pitorească acestei națiuni. Potrivit lui, masageții sunt monoteiști și practică sacrificarea cailor; ar fi fost monogami, dar bărbații nu ar ezita să ia femeia altora ca amantă și să se dedea la o formă de necrofagie rituală.
Popor de călăreți războinici, popor creator al cavaleriei grele, aveau ca arme arcul, sabia scurtă și toporul cu două lame sau Labrys. Și călărețul și calul erau complet înzăuați (cu zale) și sunt la originea catafracților.
În termeni de resurse minerale, domeniul lor era bogat în aur și în cupru, pe care le foloseau pentru ornamente, dar sărac în argint și în fier.
Nomazi fiind, masageții practicau o agricultură destul de frustă, pentru lapte și lână, dar trăiau, în principal, din vânătoare, pescuit și culesul fructelor.

## Citat
Robert Garnier, Marc Antoine (tragedie)⁠(d), L’acte premier, 190-191:
„Vom merge pentru a-i evita,
La sciți și la masageți”